# قوقعة ارجوانية
الكوتشوا الأرجواني،( كوتشوا بوربوريا)هو طائر ذو ألوان زاهية يوجد في الغابات المعتدلة في آسيا.إنه أحد أنواع الطيور الهادئة والمراوغة التي تم اعتبارها مرتبطة بفطريات عائلة سمنة أو خاطفات الذباب (مصائد الذباب في العالم القديم).توجد في مناطق الغابات المظلمة وتوجد في المظلة، حيث غالبًا ما تجلس بلا حراك.

## وصف
يظهر هذا الطائر قاتمًا في ظل الغابة وتصبح الألوان واضحة فقط عندما تضاء بالشمس.التاج أزرق فضي ويمتد قناع أسود على العين.توجد رقعة رمادية في قاعدة ريش الجناح الأسود وتبرز رقعة الجناح.الذيل أزرق فضي مع شريط طرفي أسود.الذكر لديه ثوابت وأغطية رمادية أرجوانية باهتة والجسم رمادي بينما الأنثى لديها حمرة تحل محل اللون الأرجواني  

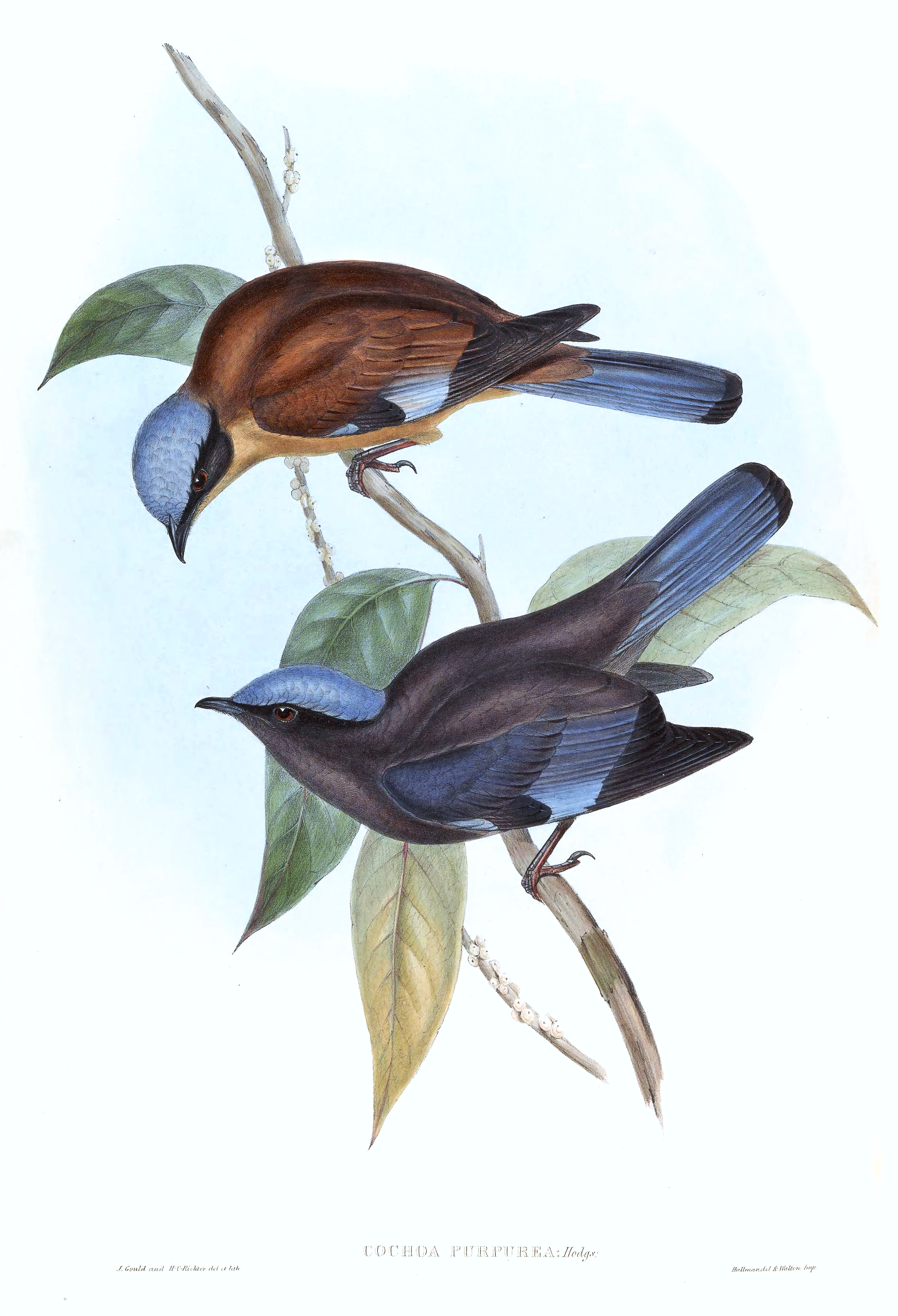
رسم فنان لكل من الذكور والإناث.

اسم الجنس مأخوذ من الكلمة النيبالية للطائر واستخدمه بريان هوتون هودجسون.  لم يكن وضع عائلة القوقعة واضحًا،حيث أشارت بعض المصادر إلى أنها تنتمي إلى فصيلة خاطفات الذباب بينما اقترح البعض الآخر أن تكون في عائلة سمنة. وقد وجد الاقتراح الأخير مزيدًا من الدعم في الدراسات الجزيئية الحديثة. 

## توزيع والسكن
توجد في بنغلاديش وبوتان والصين والهند ولاوس وميانمار ونيبال وتايلاند وفيتنام.في الهند،توجد على طول جبال الهيمالايا مع الحد الغربي حوالي100كم غرب موسوري. 
لها الطبيعية الموائل والأراضي المنخفضة شبه الاستوائية أو المدارية الرطبة الغابات وشبه الاستوائية أو المدارية الرطبة الغابات الجبلية.[بحاجة لمصدر]

## السلوك والبيئة
الأنواع ليست نشطة للغاية وتوجد بشكل رئيسي في المظلة. يمتد موسم التكاثر من مايو إلى يوليو،حيث يبني عشًا على شكل كوب في شوكة.يغطى العش بالطحالب والأشنات والفطر الأبيض الذي يشبه الخيط والذي يقال إنه مميز.يتم وضع ثلاث بيضات ذات لون أخضر شاحب مع بعض العلامات المبقعة ويتناوب كلا الجنسين في الحضانة.الطيور خجولة في العش وتهرب حتى عندما تكون الاضطرابات بعيدة. تتكون الأغنية من صافرة منخفضة بينما تشمل المكالمات الأخرى . تتغذى هذه القواقع على التوت والحشرات والرخويات.  أثناء قطف الفاكهة من الأشجار ، لوحظ أنهم يتصرفون مثل صائدو الذباب الذين يقومون بعمل زلاجات قصيرة. 

## روابط خارجية
- مقاطع الفيديو والصور والأصوات
- تسجيلات المكالمات